# Philemon Dickerson
Philemon Dickerson (11 de janeiro de 1788, Succasunna - 10 de dezembro de 1862, Paterson) foi um senador dos Estados Unidos representando Nova Jérsei e foi o irmão do político Mahlon Dickerson.
A graduação da Universidade da Pensilvânia (1808), Dickerson praticou lei em Paterson, Nova Jérsei. Ele atuou na Assembléia Geral de Nova Jérsei (1821-1822). Em 18320, Dickerson foi eleito para a Câmara dos Representantes sob Partido Democrata-Republicano. Atuou também no Congresso, até se ter demitido durante o seu segundo mandato para aceitar uma nomeação a partir do legislador para ser Governador de Nova Jérsei.
Dickerson ganhou uma eleição para Congresso novamente em 1838, desta vez como um democrata. Ele perdeu a tentativa reeleição em 1840 e passou a servir como juiz no Tribunal Distrital para o Distrito de Nova Jérsei, um posto que ocupou até sua morte em 1851. Dickerson está enterrado no Cemitério de Cedar Lawn em Paterson, Nova Jérsei.